# Šibuja

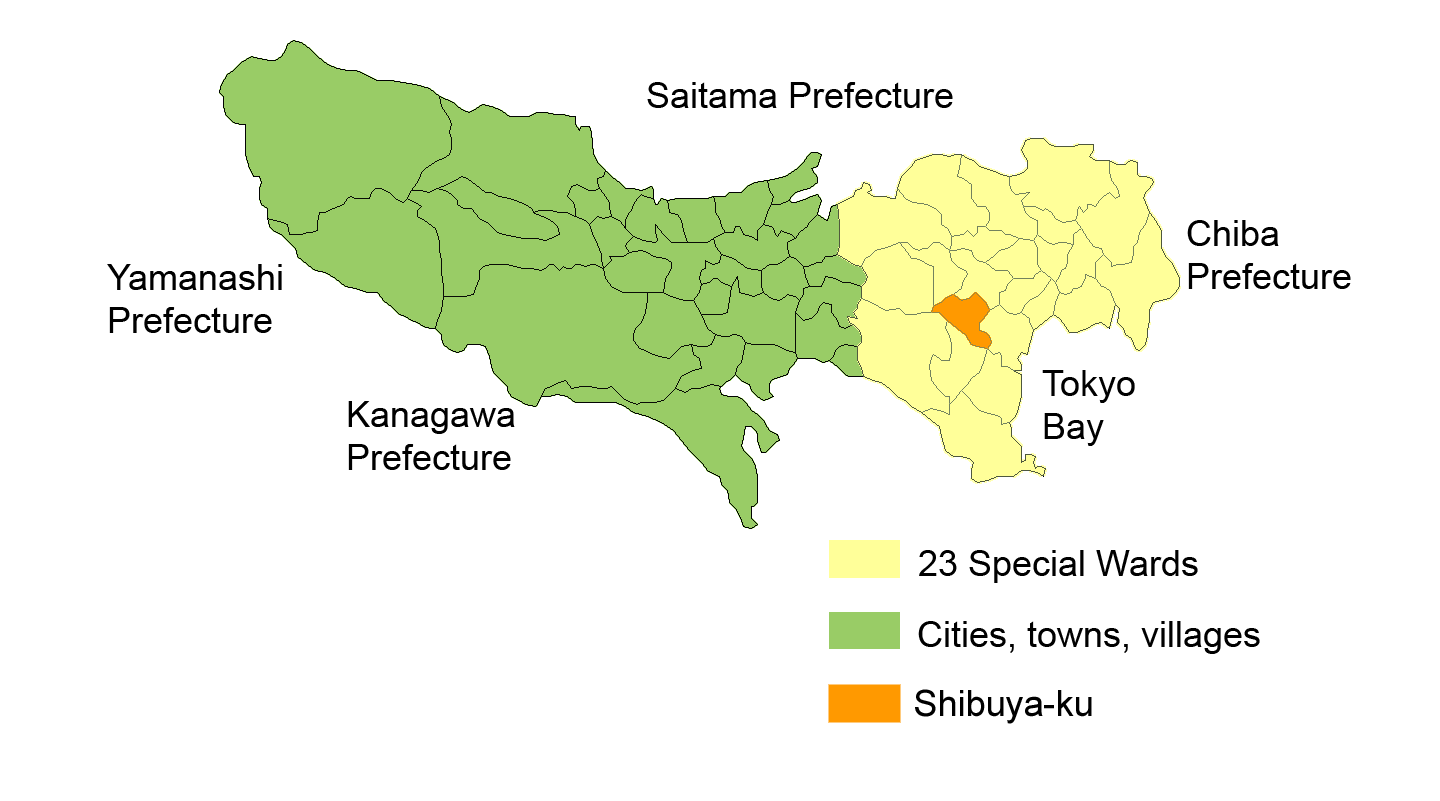
Šibuja na mapě Tokia

Šibuja (japonsky 渋谷区; Šibuja-ku) je zřejmě nejrušnější ze 23 čtvrtí Tokia: nachází se zde velké množství obchodních domů, sídel firem, ale také restaurací, barů, hudebních klubů apod., díky čemuž je Šibuja proslulá svým nočním životem. Je to také centrum módy, touto čtvrtí se promenuje mnoho mladých lidí v často až extravagantním oblečení. Ačkoli je Šibuja především zábavní a obchodní čtvrtí, najdeme zde i školy. Stejnojmenné nádraží, které je hlavním dopravním uzlem čtvrti, leží na lince Jamanote.
V Šibuji bylo k roku 2024 registrováno 244 371 obyvatel, celková rozloha čtvrti činí 15,11 km² a průměrná hustota je tak 13 540 obyvatel na km².
Nachází se zde řada známých a turisty oblíbených míst, jako je šintoistická svatyně Meidži, jedna z největších v Tokiu, která stojí uprostřed parku Jojogi. K této svatyni vede třída Omotesandó, nachází se poblíž stanice Haradžuku a je známa množstvím obchodů se značkovým oblečením, což tuto oblast činí centrem mladých Japonců a jejich amerikanizované kultury.
Známá křižovatka Center Gai (センター街; sentá gai) se nachází přímo před nádražím Šibuja a je údajně nejfrekventovanější křižovatkou na světě. Kromě čtyř standardních přechodů jsou zde ještě dva přechody diagonální, v daných intervalech je zastaven automobilový provoz ve všech směrech a masa chodců přechází najednou, často ignorujíc vyznačené přechody. Před hlavním východem z nádraží také stojí socha psa Hačikó, který mezi lety 1924–1935 den co den ve stejný čas čekal před nádražím na svého pána, i přes to, že ten zemřel již roku 1925. Získal si přezdívku „Věrný pes Hačikó“ a roku 1934 byla na jeho počest odhalena bronzová socha, která je dodnes využívána jako orientační bod a místo setkání především pro cizince: sochu psa Hačikó zná každý a tak se toto místo během víkendových odpolední stává nejvíce multikulturním bodem v Tokiu.

## Fotogalerie

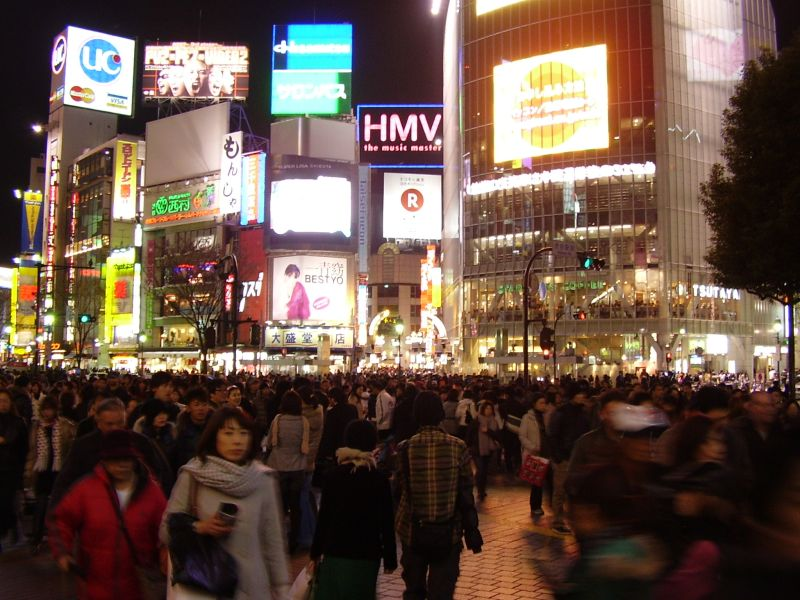
Křižovatka Center Gai
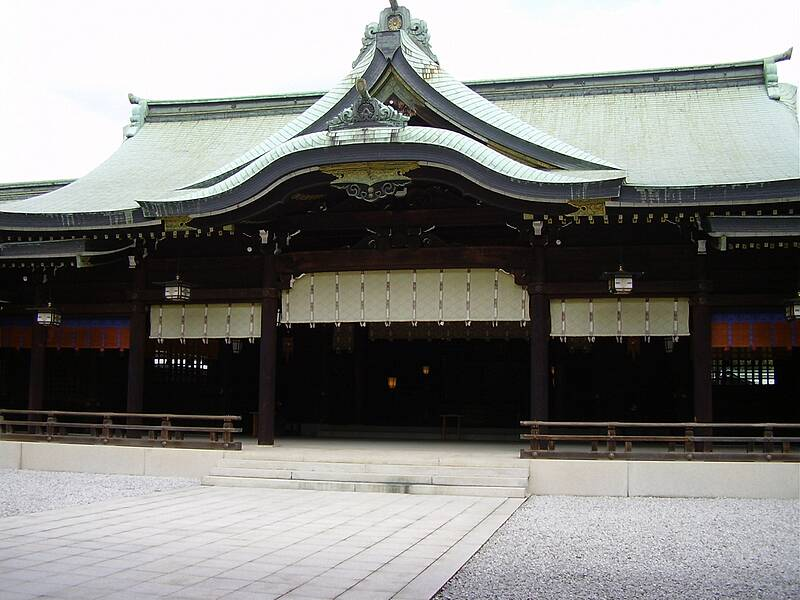
Svatyně Meidži uprostřed parku Jojogi
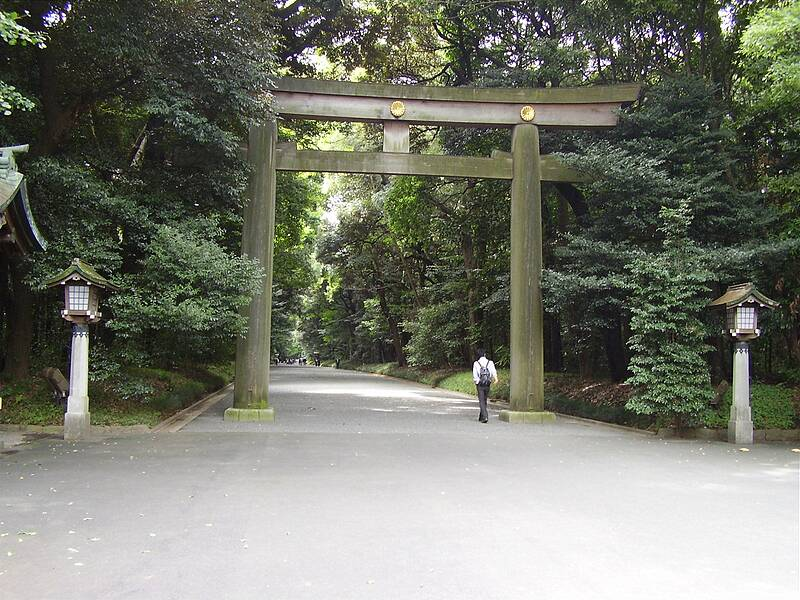
Jižní brána parku Jojogi
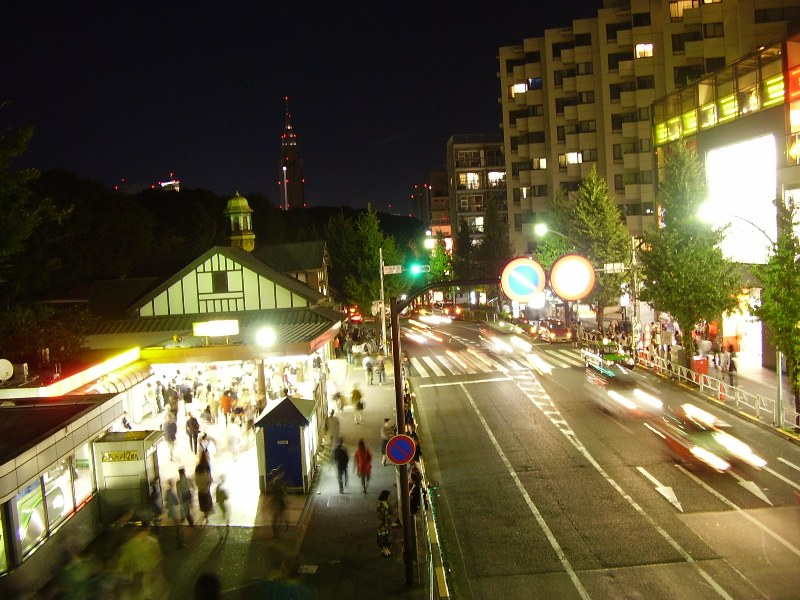
Nádraží Haradžuku v noci
- Davy chodců přecházejí přes křižovatku